# IC 2132
IC 2132 ist eine Spiralgalaxie vom Hubble-Typ Sa im Sternbild Hase nördlich der Ekliptik. Sie ist schätzungsweise 144 Millionen Lichtjahre von der Milchstraße entfernt und hat einen Durchmesser von etwa 65.000 Lj. Möglicherweise bildet sie gemeinsam mit NGC 1954 und NGC 1957 eine Gruppe.
Das Objekt wurde am 22. Februar 1898 von Herbert Howe  entdeckt.